# Вондыга
Вондыга (Вязовка) — река в России, протекает по Фурмановскому и Родниковскому районам Ивановской области. Устье реки находится в 128 км от устья реки Тезы по правому берегу. Длина реки составляет 18 км, площадь водосборного бассейна — 72,8 км².
Исток реки западнее деревни Фоминское в 13 км к юго-востоку от города Фурманов. В верховьях течёт на юго-восток, протекает деревню Фоминское и посёлки Снетиново и Захарьино, ниже поворачивает на юг, протекает деревни Приволье, Игнатовское и Вондога. В нижнем течении втекает на территорию Родниковского района, где впадает в Тезу выше села Ситьково.

## Данные водного реестра
По данным государственного водного реестра России относится к Окскому бассейновому округу, водохозяйственный участок реки — Клязьма от города Ковров и до устья, без реки Уводь, речной подбассейн реки — бассейны притоков Оки от Мокши до впадения в Волгу. Речной бассейн реки — Ока.
Код объекта в государственном водном реестре — 09010301112110000033303.